# Biberon (programma televisivo)
Biberon è stato un programma televisivo italiano di genere commedia e satirico, realizzato dalla compagnia di varietà Il Bagaglino per Rai 1 e trasmesso per tre stagioni dal 1987 al 1990, inizialmente il mercoledì in seconda serata, e dal secondo anno il martedì in prima serata. La conduzione era affidata a Pippo Franco, Oreste Lionello e Leo Gullotta con la partecipazione di Gabriella Ferri e Pamela Prati, e con la presenza dei comici Martufello, Maria Luisa Piselli, Manlio Dovì, Rita Capobianco, Maria Pia Monicelli, Nadia Montemagno, Gabriella Labate e Pierluigi Zerbinati. Gli autori della trasmissione, realizzata al salone Margherita, erano Pier Francesco Pingitore, anche regista, e Mario Castellacci. Scenografie e costumi erano di Maurizio Tognalini e Graziella Pera.

## Il programma
La trasmissione ha segnato, insieme a Per chi suona la campanella realizzato nello stesso anno per Rai 2, il ritorno televisivo del Bagaglino a nove anni di distanza dal precedente show Il ribaltone. Realizzato in tre edizioni trasmesse tra il 1987 e il 1990, il programma ha segnato l'avvio del ciclo di programmi del Bagaglino legati alla satira politica, proseguito poi con successo per tutti gli anni novanta e duemila, inizialmente sulla RAI, seguita dalla Fininvest e dagli altri canali. In Biberon la compagnia teatrale interpretava la famiglia Sgorbiolini, che rappresentava una famiglia sopra le righe con tutti i vizi e le virtù tipiche degli italiani, che gestiva un locale chiamato Boss Club (nella terza edizione Gorby Blu in onore di Michail Gorbačëv), frequentato dai più noti rappresentanti della vita politica italiana come Giulio Andreotti (interpretato da Oreste Lionello), Ciriaco De Mita o Bettino Craxi (imitati da altri attori). Primadonna dello spettacolo era Pamela Prati, ballerina e cantante del Boss Club puntualmente osteggiata dalla signora Leonida Sgorbiolini, interpretata da Leo Gullotta. Frequenti erano, inoltre, le incursioni di personaggi del mondo dello spettacolo ed esponenti del mondo politico durante gli spettacoli.

### Edizioni
- La prima edizione è andata in onda dal 25 novembre 1987 al 2 marzo 1988, per un totale di 13 appuntamenti al mercoledì alle 22.30 su Rai 1, ottenendo una media di circa 4 milioni di telespettatori. Gabriella Ferri interpretava la sigla d'apertura e di coda della trasmissione.[1]
- Visto il successo ottenuto viene realizzata una seconda edizione che viene promossa in prima serata sempre su Rai 1 a partire dal 4 ottobre 1988. Ai 13 appuntamenti iniziali, dati gli ottimi riscontri di pubblico, vengono aggiunte altre 4 puntate, portando la trasmissione a concludersi la sera di martedì 24 gennaio 1989. Martedì 31 gennaio viene trasmesso lo speciale Biberon presenta Miti e De Miti, una commedia musicale sempre a firma di Pingitore con protagonista il Bagaglino. Martedì 7 febbraio (martedì grasso), infine, va in onda dal Palazzo Pisani Moretta di Venezia una puntata dal titolo Biberon a Venezia, interamente dedicata al carnevale[3]. La trasmissione ottiene in questa edizione ottimi ascolti, raggiungendo in alcuni casi punte di oltre 7 milioni di telespettatori. Un successo che gli permette di vincere sia un Premio Regia Televisiva che un Telegatto, quest'ultimo come "programma dell'anno".[4]
- La terza edizione prende il via martedì 6 febbraio 1990 ancora una volta in prima serata su Rai 1 e si conclude dopo 9 appuntamenti la sera del 3 aprile. L'ultimo appuntamento va in onda eccezionalmente in seconda serata.

### Critiche e successo
Il programma ha ottenuto un ottimo successo di pubblico, ottenendo anche punte di 7 milioni di telespettatori nella seconda edizione, e discrete critiche da parte della stampa, che lo definì una versione più adulta del contemporaneo Indietro tutta!. Dopo tre fortunate edizioni lo spettacolo ha cambiato formula, diventando Crème Caramel e ottenendo la prima serata del sabato.